# Morainville
Morainville és un municipi francès, situat al departament de l'Eure i Loir i a la regió de Centre – Vall del Loira. L'any 2007 tenia 25 habitants.

## Demografia

### Població
El 2007 la població de fet de Morainville era de 25 persones. Totes les 8 famílies que hi havia eren parelles sense fills.
La població ha evolucionat segons el següent gràfic:
Habitants censats

### Habitatges
El 2007 hi havia 18 habitatges, 10 eren l'habitatge principal de la família, 5 eren segones residències i 3 estaven desocupats. Tots els 18 habitatges eren cases. Dels 10 habitatges principals, 7 estaven ocupats pels seus propietaris i 3 estaven cedits a títol gratuït; 1 tenia tres cambres, 4 en tenien quatre i 5 en tenien cinc o més. 9 habitatges disposaven pel capbaix d'una plaça de pàrquing. A 3 habitatges hi havia un automòbil i a 7 n'hi havia dos o més.

### Piràmide de població
La piràmide de població per edats i sexe el 2009 era:
| Homes | Edats   | Dones |
| ----- | ------- | ----- |
| 0     | 95 o +  | 0     |
| 0     | 90 a 94 | 0     |
| 0     | 85 a 89 | 0     |
| 0     | 80 a 84 | 0     |
| 2     | 75 a 79 | 1     |
| 0     | 70 a 74 | 2     |
| 0     | 65 a 69 | 0     |
| 2     | 60 a 64 | 2     |
| 0     | 55 a 59 | 1     |
| 2     | 50 a 54 | 0     |
| 1     | 45 a 49 | 2     |
| 0     | 40 a 44 | 0     |
| 1     | 35 a 39 | 1     |
| 0     | 30 a 34 | 2     |
| 1     | 25 a 29 | 0     |
| 1     | 20 a 24 | 0     |
| 1     | 15 a 19 | 0     |
| 0     | 10 a 14 | 0     |
| 2     | 5 a 9   | 1     |
| 1     | 0 a 4   | 2     |

## Economia
El 2007 la població en edat de treballar era de 16 persones, 12 eren actives i 4 eren inactives. De les 12 persones actives 11 estaven ocupades (5 homes i 6 dones) i 1 aturada (1 home). De les 4 persones inactives 1 estava jubilada, 2 estaven estudiant i 1 estava classificada com a «altres inactius».

## Poblacions més properes
El següent diagrama mostra les poblacions més properes.